# 马洛亚山口

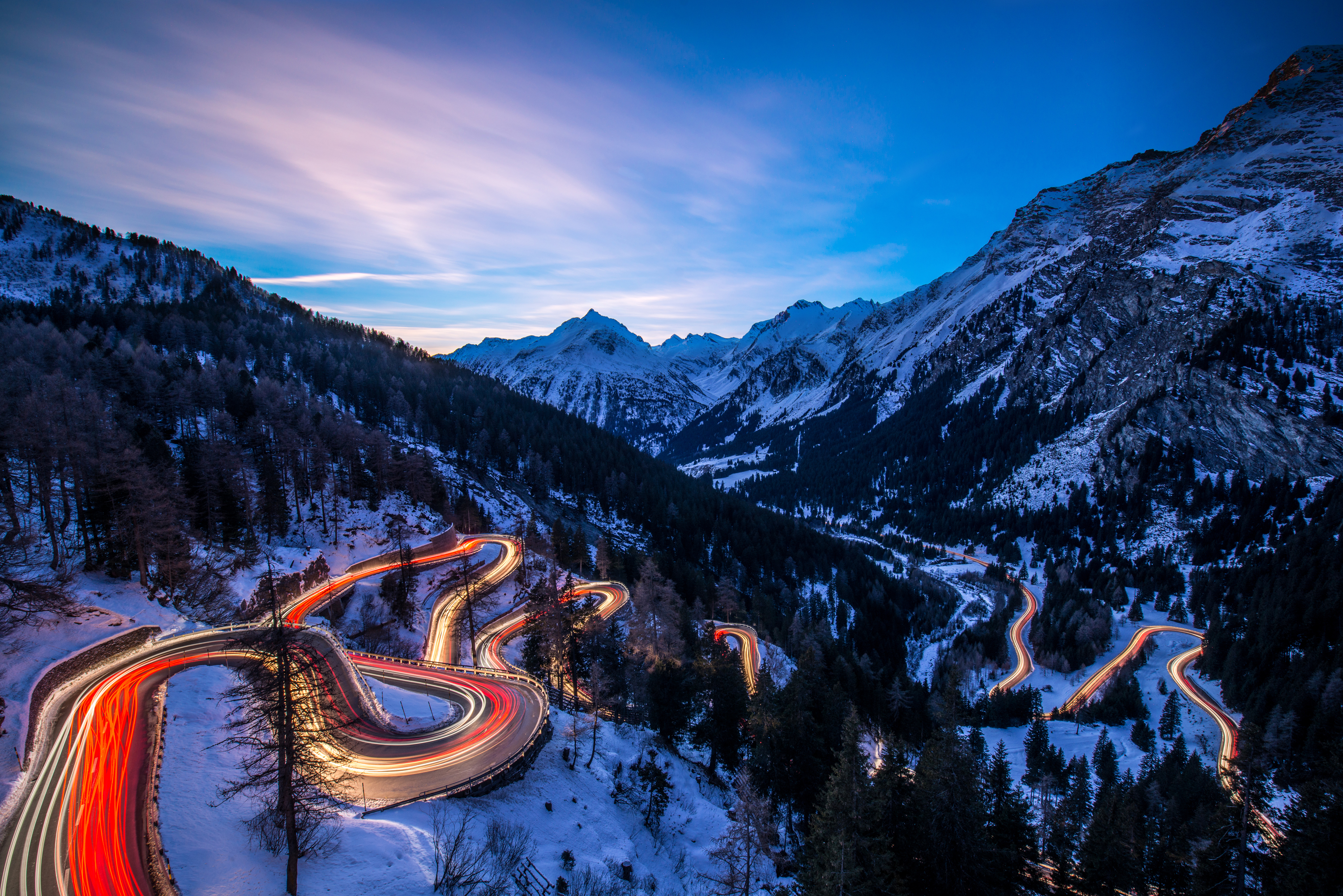
马洛亚山口

马洛亚山口（意大利语： Passo del Maloja，德语： Malojapass）是位于瑞士格勞賓登州瑞士阿爾卑斯山脈的一個山口，海拔1815米。這條山口連絡瑞士恩加丁以及意大利基亚文纳。马洛亚山口也是多瑙河流域与波河流域的分水岭。 